# Unión de Consumidores
La Unión de consumidores (Consumers Union) es una organización sin fines de lucro con sede en los Estados Unidos, cuya misión es la defensa en cuestiones de políticas relacionadas con las telecomunicaciones, los medios de comunicación, la seguridad del vehículo, el cuidado de la salud, la seguridad de los productos, servicios financieros, inversiones, seguridad alimentaria, vivienda y energía y de la utilidad de la desrregulación.
La organización publicó la revista Consumer Reports desde su fundación en 1936 hasta 2012. En 2012, la Unión de Consumidores ha creado una empresa derivada llamada Consumer Reports para continuar su misión de investigación de productos, pruebas y presentación de informes a través de su revista Consumer Reports (así como a través de un sitio web en línea), mientras que la empresa Unión de consumidores se dedicaba exclusivamente a asuntos de defensa.
La Unión de Consumidores tiene cuatro oficinas de sensibilización que tratan de influir en la política que afecta a los consumidores. Están ubicados en Washington D. C.; San Francisco, California; Austin, Texas; y Yonkers, Nueva York. Los empleados basados en estas oficinas "testifican ante los organismos federales y estatales legislativos y reglamentarios, la petición de agencias gubernamentales, y las demandas de archivos en nombre del interés de los consumidores."

## Historia
El predecesor de la Unión de Consumidores, Consumers' Research, fue fundada en 1926. En 1936, la Unión de Consumidores fue fundada por Arthur Kallet, Colston Warne, y otros que sintió que las organizaciones Consumers' Research establecida no era lo suficientemente agresiva. Kallet, un ingeniero y el director de Consumers' Research, tuvo un enfrentamiento con F. J. Schlink y comenzó su propia organización con el profesor de economía del Colegio de Amherst, Colston Warne. En parte debido a las acciones de Consumers' Research, el Comité de Actividades Antiestadounidenses coloca la Unión de Consumidores en una lista de organizaciones subversivas, para retirarla en 1954.
El destacado defensor de los consumidores Ralph Nader estaba en la junta de directores, pero abandonó en 1975 debido a una "división de filosofía" con el nuevo Director Ejecutivo Rhoda Karpatkin. Nader quería que la Unión de Consumidores se centrase en las políticas y promociones de productos, mientras que Karpatkin se centró en las pruebas de productos. Karpatkin fue nombrado parte del Directorio Ejecutivo en 1974 y se retiró como presidente en la década de 2000.
La Unión de Consumidores ha ayudado a iniciar varios grupos de consumidores y publicaciones, en 1960, ayudando a crear el grupo de consumo global de Consumers International y en 1974 la prestación de asistencia financiera a los Consumers' Checkbook que se considera similar a Consumer Reports para los servicios locales en las siete áreas metropolitanas que sirven.
A principios de 2009, la Unión de Consumidores adquirió el blog The Consumerist de Gawker Media [9] por aproximadamente $600.000.
En 2012, la organización editorial comenzó a hacer negocios como "Consumer Reports", que es también el nombre de la revista publicada por la organización. La razón para el cambio de nombre fue que el nombre de "Consumer Reports" era más familiar para el público que el nombre de "Unión de Consumidores". El nombre de "Unión de Consumidores" llegó a ser reservado para la subsección de la organización que participa en la promoción política. La Unión de Consumidores gastó 200.000 dólares en el grupo de presión en el año 2015.

## Promoción y campañas
La Unión de Consumidores tiene cientos de miles de defensores electrónicos que toman acción y escriben cartas a los legisladores acerca de los problemas que sus partidarios asumen. La UdC también ha puesto en marcha varios sitios web de promoción, por ejemplo HearUsNow.org, lo que ayuda a los consumidores de cuestiones de política de telecomunicaciones. En marzo de 2005, la campaña PrescriptionforChange.org lanzó "Drugs I Need", un corto de animación con una canción de los Austin Lounge Lizards, que fue presentado por The New York Times, JibJab, BoingBoing, y cientos de blogs. En el Día de la Tierra del 2005, UdC lanzó GreenerChoices.org, una iniciativa basada en la web destinada a "informar, involucrar y capacitar a los consumidores sobre los productos y prácticas amigables con el medio ambiente."
La Unión de Consumidores, el brazo de la promoción y la política de la revista Consumer Reports, es uno de los patrocinadores del Proyecto Paciente Seguro, con el objetivo de ayudar a los consumidores en la búsqueda de una mejor calidad de la atención de la salud mediante la promoción de la divulgación pública de las tasas de infección adquirida en el hospital y los errores médicos. Los Centros para el Control de Enfermedades indican que alrededor de 2 millones de pacientes al año (aproximadamente uno de cada 20) adquirirán una infección mientras está siendo tratado en un hospital por un problema de salud no relacionado, dando como resultado 99.000 muertes y hasta 45 mil millones en costos de exceso de hospital.
La campaña ha trabajado en cada estado pidiendo legislación que obliga a los hospitales a revelar las tasas de infección para el público. Una lista de los informes de infección estatales se puede encontrar aquí. El Proyecto de Pacientes Seguros también funciona en dispositivos médicos, medicamentos recetados, y la responsabilidad del médico.
GreenerChoices.org ofrece una "fuente accesible, fiable y práctica de la información sobre la compra de productos más ecológicos que tienen un impacto medioambiental mínimo y que cumplan con las necesidades personales." El sitio contiene muchos artículos sobre diferentes productos, clasificándolos según cuan "verdes" son. También se centra en el reciclaje y reutilización de electrónica y electrodomésticos, así como la conservación y la prevención del calentamiento global.
El financiamiento de la Unión de Consumidores ha sido recientemente proporcionada por Fondo de Educación USPIRG, el Kentucky Equal Justice Center y la California Pan-Ethnic Health Network, entre otras organizaciones de defensa.